# Chopard
Le Petit-Fils de L.-U. Chopard & Cie SA,  comumente conhecida como Chopard é uma marca suíça de acessórios pessoais de luxo, como relógios e joias, fundada em 1860, por Louis-Ulysse Chopard. É uma fabricante e varejista suíça de relógios de luxo, joias e acessórios. Fundada em 1860 por Louis-Ulysse Chopard em Sonvilier, Suíça, a Chopard pertence à família Scheufele da Alemanha desde 1963.
A Chopard é mais conhecida por fabricar relógios e joias suíças de alta qualidade, e seus clientes incluem o czar Nicolau II da Rússia. A empresa está sediada em Genebra, porém é em Fleurier, Cantão de Neuchâtel, que fabrica movimentos de relógios.